# NGC 2566
NGC 2566 ist eine Balken-Spiralgalaxie vom Hubble-Typ SBab im Sternbild Puppis am Südsternhimmel. Sie ist schätzungsweise 64 Millionen Lichtjahre von der Milchstraße entfernt und hat einen Durchmesser von etwa 55.000 Lj.

Im selben Himmelsareal befindet sich u. a. die Galaxie IC 2311.
Das Objekt wurde am 6. März 1785 von dem Astronomen Wilhelm Herschel mit einem 48-cm-Teleskop entdeckt.

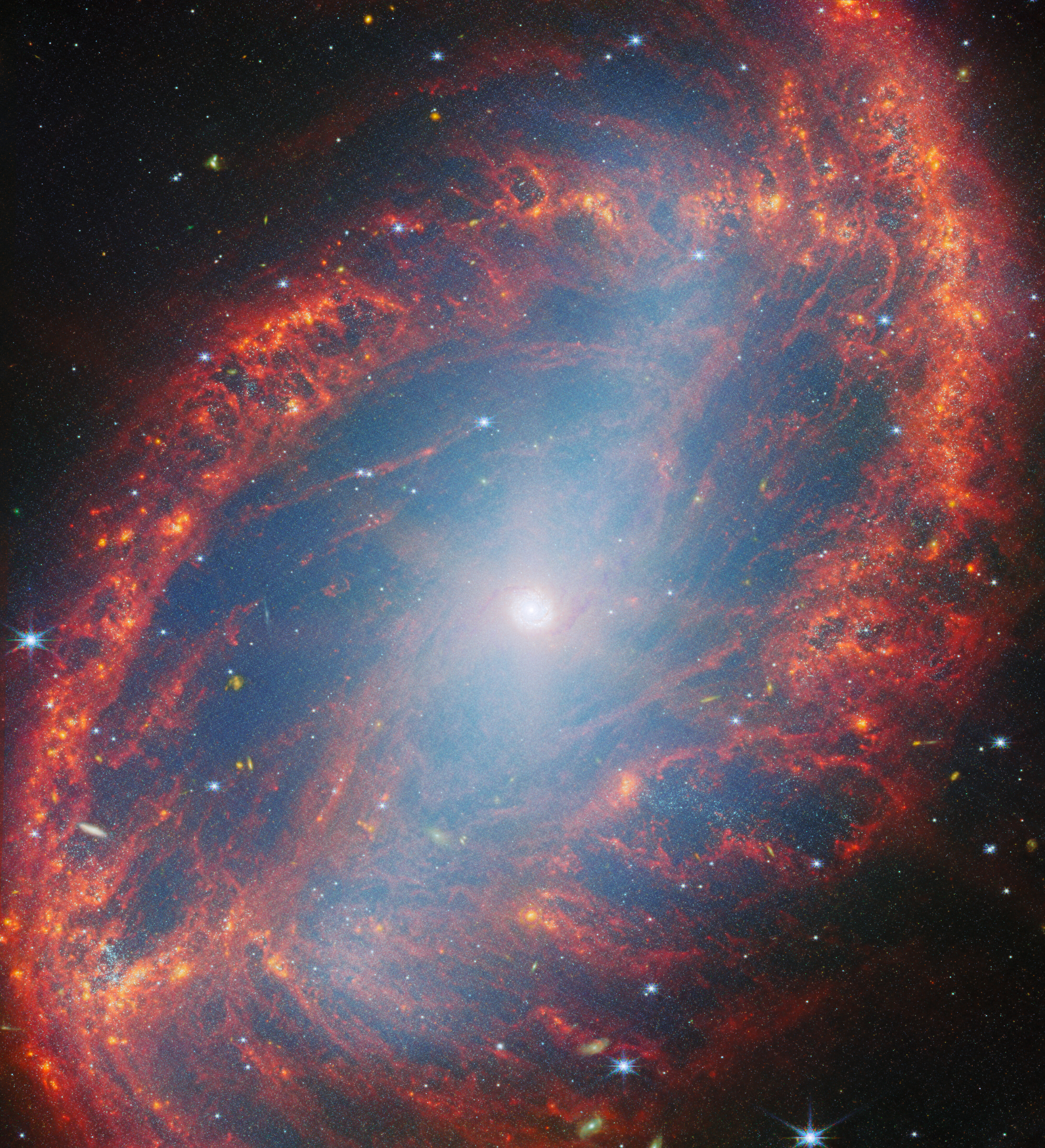
Aufnahme im Infrarot mithilfe des James Webb-Weltraumteleskops
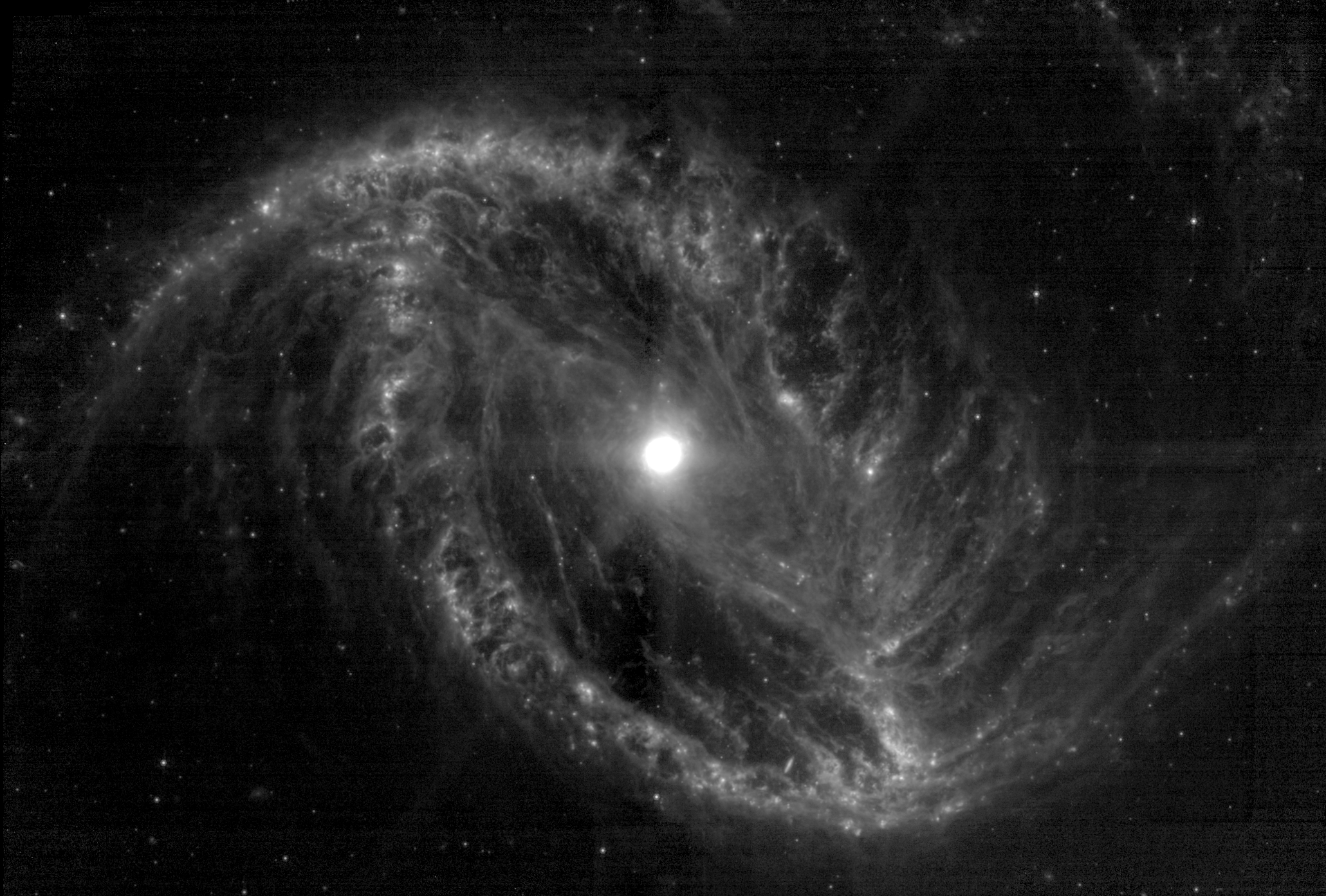
MIRI-Aufnahme des James Webb-Weltraumteleskops